# ديفيد بن أبراهام الفاسي
ديفيد بن أبراهام الفاسي (David ben Abraham al-Fasi) هو عازف يهودي ومغربي يهودي من العصور الوسطى من فاس ، ويعيش في النصف الثاني من القرن العاشر (توفي قبل عام 1026 م) ، وقد استقر في نهاية المطاف في أرض إسرائيل حيث يعتقد أنه قام بتأليفه. أعظم ما أبدع. كان ينتمي إلى طائفة القرائين ، وعرض المهارات كنحوي ومعلق.
كان الفاسي مؤلف كتاب كتاب جامع الألفاظ ("كتاب المعاني المختارة") ، وهو من أوائل القواميس العربية اليهودية المعروفة ، وهو عمل يحدد كلمات في الكتاب المقدس العبري. هذا هو أول قاموس من العبرية التوراتية. يصنف الجذور وفقا لعدد حروفها ، كما فعل النحاة قبل يحيى بن حيوج الفاسي.

## توضيح
وقد أشار الباحثون إلى أن دافيد بن إبراهيم الفاسي ، في جميع الخلافات بين الربانيين والقرائين ، يتجاذبون أطراف الحديث مع هذا الأخير ، وغالبا ما ينتقدون وجهات النظر السابقة. إن طريقته مختصرة ، مما يخفض تعريف الكلمات كما يفهمها معاصريه ، دون ذكرهم بالاسم. السلطة الوحيدة التي يذكرها بالاسم (مرتين) هي سعدية غاون ، التي يسميها الفيومي. على الرغم من أن طريقة الفاسي للتوضيح تشبه في كثير من الحالات طريقة سعيد الفيومي ، إلا أنه في مناطق أخرى من التوضيح لا يمنع نقده من طريقة سعدية غاون ، دون أن يذكره صراحة. المصادر الحاخامية في وقت مبكر ، مثل الآرامية Targum من Onkelos وجوناثان بن عزيئيل يلمحون من خلال استخدام مثل هذه العناوين مثل آل ترجم ، سرياني و آل مترجم.
في القواعد العبرية ، من المعروف أن الفاسي ميزت بين "šoršiyyot" (أحرف جذرية ، جذور معجمية) و "šimušiyyot" (الجذور النظرية ؛ الحروف المخرمة) ، لكنها لم تعطهم فن الاستذكار.
الحكايات على التاريخ اليهودي
يسجل الفاسي أن اليهود ، بعد الفتح الإسلامي للقدس ، سُمح لهم بالصلاة على أبواب جبل الهيكل ، الذي كان قد حرم حتى الآن من اليهود الذين يعيشون تحت حكم البيزنطيين.
تم لاحقا تلاشي قاموس الفاسي من قبل عالم اللاهوت ليفي ب. يفيت ، وهو من مواليد القدس ، وحروفه كان ، بدوره ، يلخصها علي ب. سليمان ، و أيضا من القدس.